# Illes de l'Institut Àrtic
Les illes de l'Institut Àrtic (rus: острова́ Аркти́ческого Институ́та, ostrovà Arktítxeskogo Instituta) és un arxipèlag deshabitat, format per tres illes estretes cobertes de tundra. Les illes es troben al mar de Kara, a uns 173 km al nord de la costa de Sibèria i 45 km al sud del grup d'illes més proper, les illes Izvesti TSIK.

## Geografia
La distància entre l'extrem nord i el sud de l'arxipèlag és de 49,5 km i la seva amplada màxima és de 21 km d'est a oest. L'illa principal es diu Bolxoi, una superfície de 259,5 km² i un litoral de 150,7 km. Mali és a l'est de l'extrem sud de l'illa principal, té una forma allargada i el sòl és sorrenc a l'est i rocós i pantanós a l'oest. L'illa Sidorova es troba al sud de l'extrem sud de Bolxoi. Té forma de V, el braç esquerre de la qual està format per una llarga franja de sorra. La resta de l'illa és rocosa i pantanosa. El clima és sever i el mar que envolta les illes està cobert de gel durant el llarg hivern i fins i tot durant l'estiu es conserven nombrosos bancs de gel. Les illes són planes, amb tan sols 25 metres com a punt més elevat i estan formades per dipòsits glacials i marins del Quaternari. Hi ha 13 rierols amb una longitud de més de 2 km, així com 9 llacs de fins a 250 metres de diàmetre. L'arxipèlag està envoltat de cordons litorals de sorra que separen la llacuna Spokoynaya, Melkovodnaya i la badia de Kutsiy Nos del mar obert.
Aquest grup d'illes pertany al krai de Krasnoiarsk de la Federació Russa i forma part de la Reserva Natural del Gran Àrtic, la reserva natural més gran de Rússia. Les illes foren batejades en honor a l'Institut de Recerca de l'Àrtic i de l'Antàrtic.
L'illa més meridional del grup, l'illa Sidorova, porta el nom del comerciant siberià i propietari de mines d'or Mikhail Sidorov (1823-1887), que desenvolupà una proposta per al comerç tot seguint la Ruta marítima del Nord.